# Sporting Challenger 2002
Il Sporting Challenger 2002 è stato un torneo di tennis facente parte della categoria ATP Challenger Series nell'ambito dell'ATP Challenger Series 2002. Il torneo si è giocato a Torino in Italia dal 27 maggio al 2 giugno 2002 su campi in terra rossa.

## Vincitori

### Singolare
Martin Verkerk ha battuto in finale  Vadim Kucenko con il punteggio di 4–6, 6–4, 6–3

### Doppio
Victor Hănescu /  Óscar Hernández hanno battuto in finale  Denis Golovanov /  Vadim Kucenko con il punteggio di 6–4, 6–3